# Triopteris
- Commons
- Wikispecies

Triopteris é um género botânico pertencente à família Malpighiaceae.

## Sinonímia
- Triopterys L.

## Espécies
- Triopteris acuminata
- Triopteris citrifolia
- Triopteris jamaicensis
- Triopteris pinnata
- Lista completa

## Classificação do gênero
| Sistema | Classificação                    | Referência               |
| ------- | -------------------------------- | ------------------------ |
| Linné   | Classe Decandria, ordem Trigynia | Species plantarum (1753) |